# فرودگاه شهرستان گرنت
فرودگاه شهرستان گرنت (به انگلیسی: Grant County Airport (New Mexico)) یک فرودگاه همگانی با کد یاتا SVC است که یک باند فرود آسفالت دارد و طول باند آن ۲۰۷۳ متر است. این فرودگاه در کشور ایالات متحده آمریکا قرار دارد و در ارتفاع ۱۶۵۹٫۹ متری از سطح دریا واقع شده‌است.